# La Patrie (Québec)
La Patrie ist eine Gemeinde im Süden der kanadischen Provinz Québec. Sie liegt in der Region Estrie, etwa 60 km östlich der Stadt Sherbrooke. La Patrie gehört zur Regionalgemeinde Le Haut-Saint-François, hat eine Fläche von 204,82 km² und zählt 768 Einwohner (Stand: 2016).

## Geographie
La Patrie liegt wenige Kilometer südwestlich des Mont Mégantic (1105 m), der höchsten Erhebung der Montérégie-Hügel. Der Ort am linken Ufer des Rivière au Saumon ist auf allen Seiten von ausgedehnten Wäldern umgeben. Ein Teil des Gemeindegebiets gehört zum Parc national du Mont-Mégantic. Rund zwölf Kilometer südlich des Ortes verläuft die Grenze zum US-Bundesstaat New Hampshire. Nachbargemeinden sind Hampden im Norden, Val-Racine im Nordosten, Notre-Dame-des-Bois im Osten, Chartierville im Süden und Newport im Westen.

## Geschichte
Die Gründung von La Patrie erfolgte im Jahr 1873 durch Pierre Vaillant, der aus Rhode Island nach Québec zurückgekehrt war und ein Sägewerk eröffnete. Die Siedlung hieß zunächst Notre-Dame-des-Bois, bald setzte sich aber die Bezeichnung La Patrie („die Heimat“) durch, abgeleitet vom Namen der örtlichen Zeitung. 1878 bildete sich die Kirchgemeinde, 1889 die Zivilgemeinde. La Patrie war mehr als ein Jahrhundert lang eine Enklave inmitten der Gemeinde Ditton, bis diese am 24. Dezember 1997 eingemeindet wurde.

## Bevölkerung
Gemäß der Volkszählung 2011 zählte La Patrie 749 Einwohner, was einer Bevölkerungsdichte von 3,6 Einw./km² entspricht. 96,7 % der Bevölkerung gaben Französisch als Hauptsprache an, der Anteil des Englischen betrug 2,7 %. Als zweisprachig (Französisch und Englisch) bezeichneten sich 0,7 %. Ausschließlich Französisch sprachen 68,0 %. Im Jahr 2001 waren 97,5 % der Bevölkerung römisch-katholisch und 1,3 % konfessionslos.

## Verkehr und Wirtschaft
In La Patrie kreuzen sich zwei Hauptstraßen, die Route 212 in West-Ost-Richtung und die Route 257 in Nord-Süd-Richtung.
Die wichtigsten Erwerbszweige von La Patrie sind seit jeher die Landwirtschaft und die Holzwirtschaft. Der bekannte Gitarrenhersteller Godin wurde hier gegründet und betreibt im Ort noch heute eine der mittlerweile sechs Werkstätten. Nach dem Gründungsort benannt ist eine Serie von klassischen Gitarren.
Bekanntheit erlangte La Patrie auch als Austragungsort von Biathlon-Rennen.